# Rumänische Makroregionen

NUTS 1 in Rumänien

Rumänische Makroregionen werden nach NUTS festgelegt. Sie sind eine der Statistikregionen der Ebene NUTS-1, die jeweils aus mehreren Regionen bestehen. 
| NUTS | Makroregion         | Makroregion      | Zugehörige Kreise                                                       |
| ---- | ------------------- | ---------------- | ----------------------------------------------------------------------- |
| RO1  | Macroregiunea Unu   | Nord-Vest        | RO11: Bihor, Bistrița-Năsăud, Cluj, Maramureș, Satu Mare, Sălaj         |
| RO1  | Macroregiunea Unu   | Centru           | RO12: Alba, Brașov, Covasna, Harghita, Mureș, Sibiu                     |
| RO2  | Macroregiunea Doi   | Nord-Est         | RO21: Bacău, Botoșani, Iași, Neamț, Suceava, Vaslui                     |
| RO2  | Macroregiunea Doi   | Sud-Est          | RO22: Brăila, Buzău, Constanța, Galați, Tulcea, Vrancea                 |
| RO3  | Macroregiunea Trei  | Sud - Muntenia   | RO31: Argeș, Călărași, Dâmbovița, Giurgiu, Ialomița, Prahova, Teleorman |
| RO3  | Macroregiunea Trei  | Bucureşti-Ilfov  | RO32: București, Ilfov                                                  |
| RO4  | Macroregiunea Patru | Sud-Vest Oltenia | RO41: Dolj, Gorj, Mehedinți, Olt, Vâlcea                                |
| RO4  | Macroregiunea Patru | Vest             | RO42: Arad, Caraș-Severin, Hunedoara, Timiș                             |

- siehe auch: NUTS:RO